# Villa Banchieri (Castelmartini)
Villa Banchieri o di Castelmartini si trova in località Castelmartini, nel comune di Larciano in provincia di Pistoia.

## Storia e descrizione

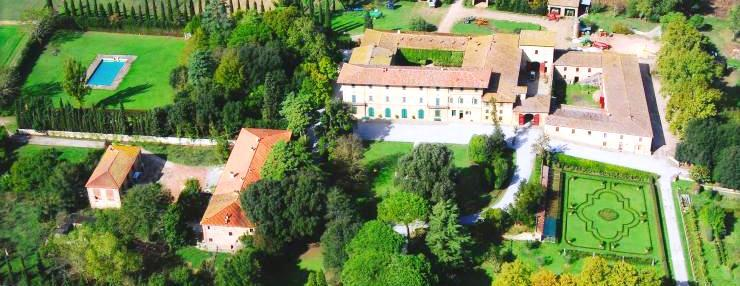
Veduta aerea

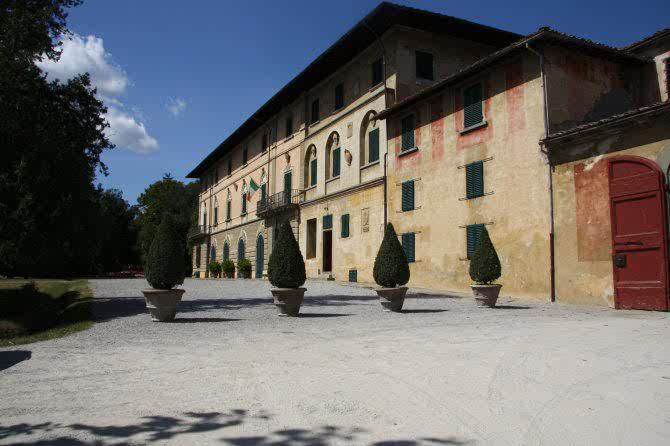
Villa Banchieri

Il castrum Martini, che dà il nome alla località, era un'antica fortezza eretta nel XIII secolo da tale "Martino di Jacopo Ammannati". Il castello venne in seguito trasformato nella villa attuale e appartenne a varie famiglie aristocratiche: gli Ammannati, i Panciatichi, i Medici, i Lorena. Nel 1777 infine fu acquistata da Pietro Banchieri, discendente da una famiglia di antica nobiltà pistoiese, i cui eredi ne sono tuttora proprietari.
L'aspetto odierno si deve ai lavori del 1890, progettati dall'architetto Francesco Bartolini, che dal rustico aspetto della fortezza trasse una villa in stile rinascimentale. Si accede alla villa da un viale con doppio filare di lecci, mentre un altro viale di cipressi collega la villa alla recente piscina.
Il giardino è di gusto ottocentesco, con grandi prati erbosi, aiuole fiorite e un laghetto con essenze palustri. Tra le specie arboree presenti ci sono pini, abeti, tigli, lecci, querce e piante esotiche come il prunus campanulata, originario della Cina, i taxodum, l'aspirea e l'albero di Giuda.
Vicino al muro di cinta si trova un roseto delimitato da siepi di bosso, con quattro statue che rappresentano allegoricamente i Continenti; vi spicca la coltivazione della rosa Bleumoon.
Nei pressi della villa è ubicata la stazione meteorologica di Larciano Castelmartini del Servizio Idrologico Regionale della Toscana, attiva dal 1926.

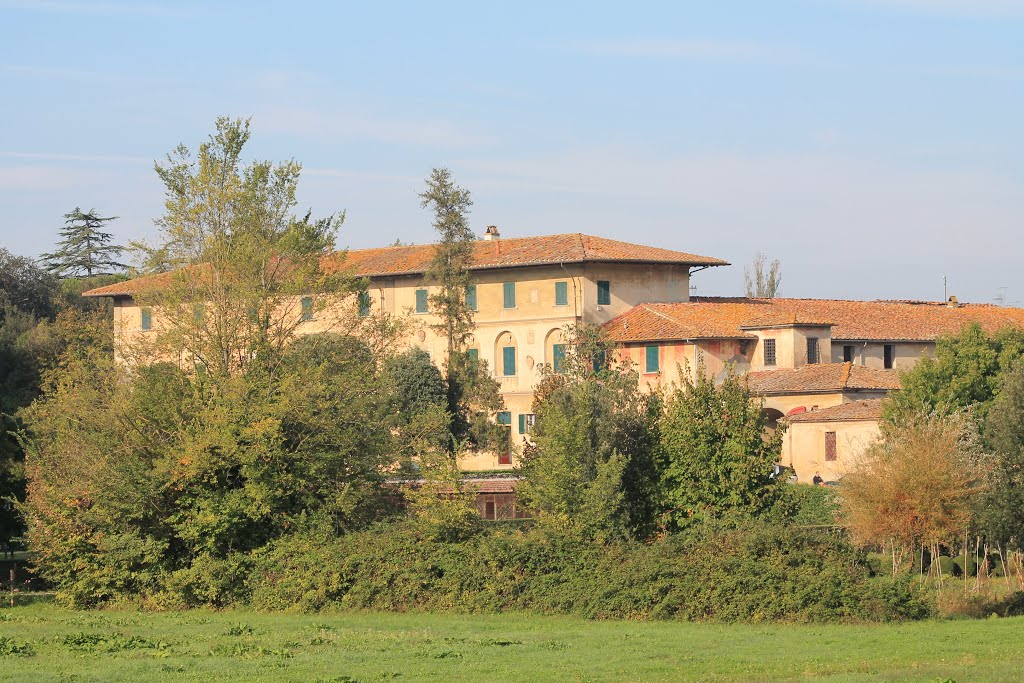
Veduta
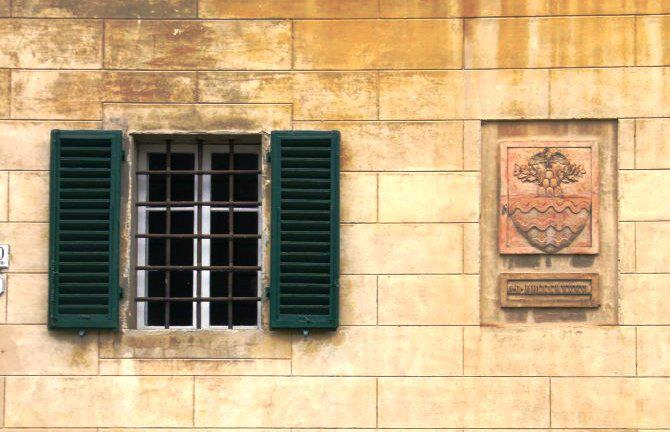
Stemma della famiglia Banchieri
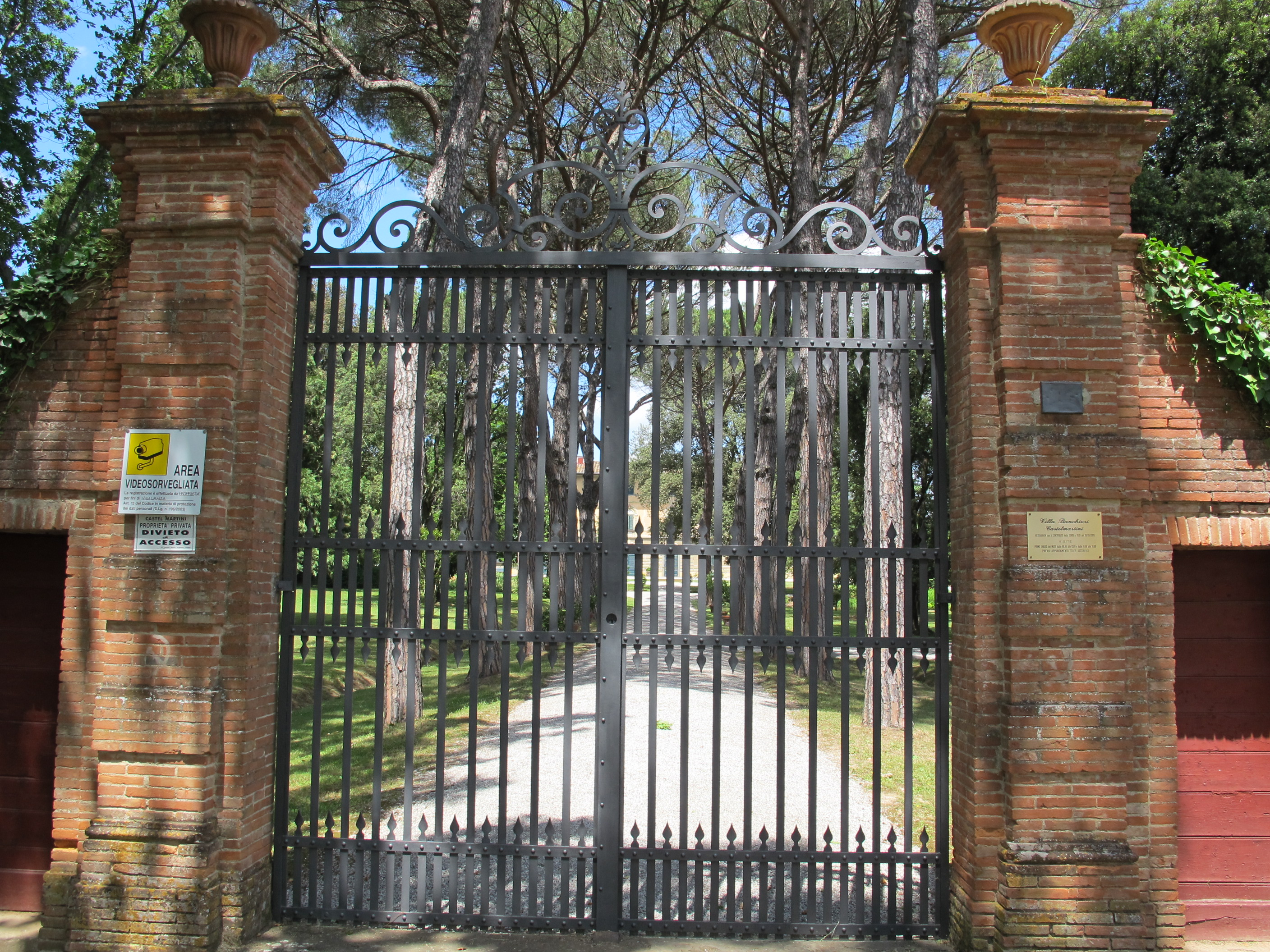
Il cancello